# Treat You Better
Treat You Better ist ein Lied des kanadischen Sängers Shawn Mendes. Es wurde am 3. Juni 2016 als Leadsingle seines zweiten Studioalbums Illuminate über Island Records veröffentlicht.

## Hintergrund und Artwork
Mendes schrieb den Song zusammen mit Scott Harris und mit Teddy Geiger, die auch einer der Produzenten ist. Die anderen Produzenten sind Dan Romer und DJ „Daylight“ Kyriakides. Mendes sagt, dass der Song von Camila Cabello handelt.
Auf dem Cover der Single sieht man einen leeren Stuhl und eine Gitarre vor einer grünen Wand. Oben steht Mendes Name sowie der Titel des Songs.

## Musikvideo
Am 12. Juli 2016 erschien das Musikvideo zu Treat You Better Im Musikvideo sieht man eine Frau die mit ihrem Freund streitet. Am Anfang sieht man die beiden im Auto, aber die Frau steigt kurz danach aus und geht nach Hause. Währenddessen denkt sie über die Zeiten mit ihrem Freund nach. Kurz nachdem sie in der Wohnung ist, sieht man dann Mendes der singt. Dann werden abwechselnd Szenen von der Frau und von Mendes sowie von dem Freund der Frau eingeblendet. Das Video verzeichnet bis heute 2,2 Milliarden Aufrufe (Stand: Juni 2022).

## Kommerzieller Erfolg

### Chartplatzierungen
Treat You Better entwickelte sich zu einem großen Erfolg, der in etlichen Ländern die Top 10 der Charts erreichte. In den deutschen Singlecharts erreichte der Song Platz vier und konnte sich für 36 Wochen in den Charts aufhalten. In Österreich erreichte der Song ebenfalls Platz vier, in der Schweiz Platz zwölf, im Vereinigtem Königreich Platz sechs und in den USA erreichte der Song ebenfalls Platz sechs.
| ChartsChartplatzierungen       | Höchstplatzierung | Wochen |
| ------------------------------ | ----------------- | ------ |
| Deutschland (GfK)              | 4 (36 Wo.)        | 36     |
| Österreich (Ö3)                | 4 (33 Wo.)        | 33     |
| Schweiz (IFPI)                 | 12 (39 Wo.)       | 39     |
| Vereinigte Staaten (Billboard) | 6 (39 Wo.)        | 39     |
| Vereinigtes Königreich (OCC)   | 6 (38 Wo.)        | 38     |

| ChartsJahrescharts (2016)      | Platzierung |
| ------------------------------ | ----------- |
| Deutschland (GfK)              | 24          |
| Österreich (Ö3)                | 22          |
| Schweiz (IFPI)                 | 40          |
| Vereinigte Staaten (Billboard) | 28          |
| Vereinigtes Königreich (OCC)   | 27          |

| ChartsJahrescharts (2017)      | Platzierung |
| ------------------------------ | ----------- |
| Vereinigte Staaten (Billboard) | 92          |

### Auszeichnungen für Musikverkäufe
| Land/Region                  | Auszeichnungen für Musikverkäufe (Land/Region, Auszeichnung, Verkäufe) | Verkäufe   |
| ---------------------------- | ---------------------------------------------------------------------- | ---------- |
| Australien (ARIA)            | 10× Platin                                                             | 700.000    |
| Belgien (BRMA)               | Platin                                                                 | 30.000     |
| Brasilien (PMB)              | 4× Diamant                                                             | 1.000.000  |
| Dänemark (IFPI)              | 4× Platin                                                              | 360.000    |
| Deutschland (BVMI)           | 3× Gold                                                                | 900.000    |
| Frankreich (SNEP)            | Diamant                                                                | 333.333    |
| Italien (FIMI)               | 4× Platin                                                              | 200.000    |
| Kanada (MC)                  | Diamant                                                                | 800.000    |
| Mexiko (AMPROFON)            | 2× Platin                                                              | 120.000    |
| Neuseeland (RMNZ)            | 5× Platin                                                              | 150.000    |
| Norwegen (IFPI)              | 3× Platin                                                              | 120.000    |
| Österreich (IFPI)            | 2× Platin                                                              | 60.000     |
| Polen (ZPAV)                 | Diamant                                                                | 250.000    |
| Portugal (AFP)               | 3× Platin                                                              | 30.000     |
| Schweden (IFPI)              | 5× Platin                                                              | 200.000    |
| Spanien (Promusicae)         | 3× Platin                                                              | 180.000    |
| Vereinigte Staaten (RIAA)    | 7× Platin                                                              | 7.000.000  |
| Vereinigtes Königreich (BPI) | 3× Platin                                                              | 1.800.000  |
| Insgesamt                    | 1× Gold · 53× Platin · 7× Diamant ·                                    | 14.233.333 |

Hauptartikel: Shawn Mendes/Auszeichnungen für Musikverkäufe